# 아쿠아 (사용자 인터페이스)

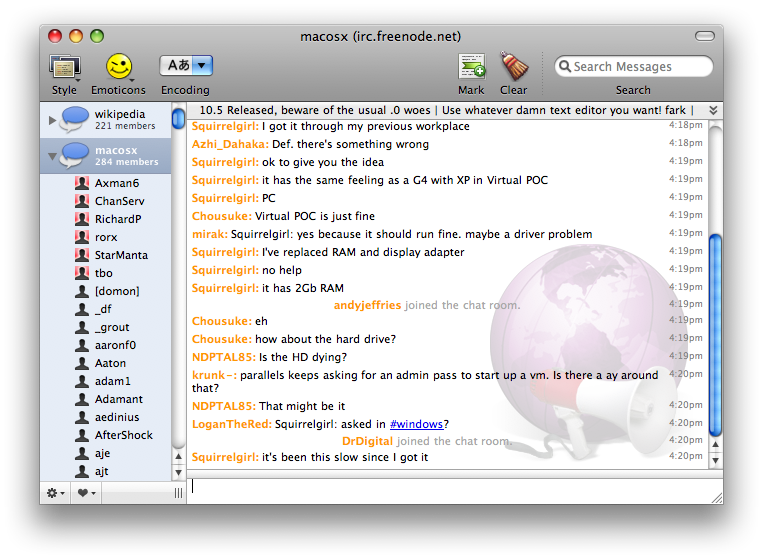
아쿠아 UI가 적용된 프로그램의 예시.

아쿠아 버튼. 그라데이션과 빛 반사 효과 등이 적용되어 물방울같은 효과를 연출한다.

아쿠아(Aqua)는 애플사의 OS X 운영 체제가 제공하는 그래픽 사용자 인터페이스이자 시각 테마이다. 아쿠아는 라틴어로 "물"이라는 뜻이며, 그 이름에 맞게 물과 같은 테마에 기반을 두고 있다. 물방울과 같은 요소와 투명, 반사 효과를 사용한다.
아쿠아 테마와 사용자 인터페이스는 2000년 1월에 샌프란시스코의 맥월드 콘퍼런스 & 엑스포에 처음 소개되었다. 아쿠아의 첫 상용 제품은 iMovie 2를 출시한 2000년 7월부터 등장하기 시작했다.
아쿠아의 디자인 요소는 대부분의 OS X 응용 프로그램의 통일된 겉모습을 이루고 있다. "빛깔, 깊이, 투명, 섬세한 텍스처를 시각적으로 매력적인 인터페이스로 통합하는 것"을 목표로 하고 있다. 아쿠아가 완전한 사용자 인터페이스를 구성하고 있지만, 아쿠아에서 눈에 띄는 두 가지 특징은 빨간색, 노란색, 녹색으로 창을 제어하는 젤과 같은 단추와, 여러 개의 응용 프로그램을 돌아다니며 실행하는 기능을 갖춘 독을 들 수 있다.
아쿠아는 맥 OS 8부터 9까지 쓰였던 플래티넘의 뒤를 잇는다.

## 소송
애플 대 마이크로소프트의 소송에서 애플은 자사의 룩 앤드 필과 비슷한 테마에 대항하여 신속한 법적 소송 위협을 행한 바 있다. 특히, 스타독이 만든 다양한 오브젝트 데스크톱 구성 요소의 사용이 시발점이 되었다:
- 윈도블라인즈 스킨[3]
- 데스크톱X 테마[4]
- 아쿠아 스타일 아이콘을 포함하고 있는 아이콘패키저 프로그램
- 오브젝트독

## 같이 보기
- 익스포제
- 윈도우 에어로

## 참조
1. ↑  “Apple (UK and Ireland) - Press Releases”. 2004년 12월 7일에 원본 문서에서 보존된 문서. 2018년 5월 11일에 확인함.
2. ↑  http://developer.apple.com/documentation/MacOSX/Conceptual/OSX_Technology_Overview/UserExperience/chapter_6_section_2.html
3. ↑  http://www.theregister.co.uk/2000/01/14/windows_skin_site_reposts_macos/
4. ↑  http://www.theregister.co.uk/2001/02/02/apple_rattles_lawyers_at_desktopx/